# Louis-Patient Cottat
Pour les articles homonymes, voir Cottat.
Louis-Patient Cottat (dit Louis Cottat), né à Paris vers 1806 et mort le 12 mars 1870 dans le 5e arrondissement de Paris, est un orfèvre français du XIXe siècle, spécialisé dans la  production de couverts en argent.

## Éléments de biographie
Il a vécu à Paris où se tenait son atelier, au 47 quai de l'Horloge à Paris, à la pointe aval de l'île de la Cité près du Palais de Justice de Paris. Il y est domicilié lors de son mariage avec Narcisse Marguerite Barberon le 22 avril 1834.

## Carrière d'orfèvre
Spécialisé dans la fabrication de couverts en argent (cuillères notamment ; orfèvre-cuilleriste). Il a notamment produit des couverts de petite taille pour enfants.
Sa production répertoriée débute en 1831. Il est encore en activité en 1866 lors du mariage de son fils Henri Charles Louis Cottat, également orfèvre, qui reste lui-même actif jusqu'en 1876 au moins.
En 1844, alors que L. Cottat habite au 35 rue Michel-le-Comte à Paris, une partie de la fabrication de ses couverts est mécanisée grâce à une « machine à segments et à mouvements alternatifs » ; Le secrétariat de la préfecture du département de la Seine a archivé la cession qui lui a été faite  par le sieur Lyon le 11 novembre 1843 (ainsi qu' « au sieur Laurent Labbé, orfévre, demeurant à Paris, rue Quincampoix, n° 61 », du « tiers lui appartenant dans le droit de fabriquer des couverts d'or et d'argent, dans un seul établissement, suivant les procédés décrits au brevet d'invention de quinze ans, délivré, le 17 avril 1843, à la société Levallois et compagnie, pour une machine à segments et à mouvements alternatifs propre à fabriquer les couverts ; lequel droit avait été cédé collectivement auxdits sieurs Labbé, Cottat et Lyon, exclusivement à tous autres, par la société Levallois et compagnie » 

## Son poinçon
Ses pièces d'argenterie sont marquées de plusieurs poinçons, dont un losange contenant le nom Cottat, encradré de la lettre L et du chiffre 8).
Ce poinçon a été « insculpé » en 1831.